# Manastir Časnog Križa
Manastir Svetog Križa (ar. دير الصليب, Dayr al-Salīb; hebr. מנזר המצלבה, gruz. ჯვრის მონასტერი, jvris monast'eri) je pravoslavni manastir u blizini Nayota, jeruzalemske četvrti. Smješteno je u Dolini križa, ispod Muzeja Izraela i Knesseta.
Postoje dvije različite tradicije o osnivanju samostana: ili je Helena, majka cara Konstantina (prema grčkoj pravoslavnoj tradiciji) osnovala samostan tijekom posjeta Palestini, ili je područje caru Konstantinu ustupio Mirian III., prvi kršćanski kralj Gruzije, i on sagradio je prvu crkvenu zgradu.
Od 1039. do 1056. godine današnji samostan sagradio je gruzijski kralj Bagrat IV. na ruševinama crkve iz 5. stoljeća. U razdoblju koje je slijedilo dijelovi samostanskog kompleksa uništavani su i obnavljani nekoliko puta. Godine 1685. samostan je prodan grčko-pravoslavnom jeruzalemskom patrijarhatu kao rezultat sve manjeg broja gruzijskih redovnika Brojni gruzijski rukopisi čuvaju se do danas u biblioteci patrijaršije i mogu se pogledati radnim danom.

## Legenda
Jedna legenda kaže, da je Lot, nakon što je Bog sumpornim ognjem uništio Sodomu i Gomoru, odande ponio tri sjemena: cedra, šimšira i čempresa. Trideset su godina tri drveta rasla jedno uz drugo i postala jedno drvo. Trojedno drvo je posječeno za građu obnovljenog Salomonovog hrama u Jeruzalemu, ali se drvo nije dalo obraditi, pa je bačeno u potok Cedron. Na mjestu gdje je drvo raslo, podignut je ovaj manastir.

## Vanjske poveznice
- Manastir Svetog Križa (en.)